# تنگ خشک (مرودشت)
تنگ خشک یک منطقهٔ تفریحی در رشته‌کوه‌های زاگرس است که در فاصله ۳۰ کیلومتری شمال شرقی مرودشت و در روبروی روستای سیوند واقع شده است. هم‌اکنون این منطقه با پوشش گیاهی جنگلی از مناطق تفریحی روستای سیوند به حساب می‌آید. تنگ خشک به صورت تنگه‌ای است با طول تقریبی ۲۰ کیلومتر و عرض ۲ کیلومتر که دارای پوشش گیاهی انبوه و چشم‌نوازی از درختان بنه، ارژن، بادام کوهی، کیکم است که بکر و دست نخورده است. معادن سنگ دوره هخامنشی و کتیبه‌ای به زبان پهلوی در محدوده این دره واقع شده است.
این کوه دارای پوشش گیاهی انبوه بنه بادام کوهی کیالک و چشمه سارهای فراوان از جمله چشمه‌های آبشار اوبرو، اندرز، خره، تغرگی، پلنگی، آبشار آغل کمر، سرچشمه (چشمه ابوالمهدی)، واپر، کنج، اشکفت، چال رونی (گود روغنی)، سم سم، آبشار اوشه گاه، پرد وردی، چال جانقلی و پاچه یادگاری است. در این کوه‌ها، درخت‌های ونشک (بنه)، ارژن، الوک، کیالک و همچنین سبزی‌های کوهی همچون جاشیر، ریواس، کنگر، لپو، بندول، قارچ، کارده و گیاهان دارویی درمنه و زیره کوهی (فرنجمشک) به وفور یافت می‌شود.